# دانل کاسترو
دانل کاسترو (اسپانیایی: Danel Castro‎؛ زادهٔ ۲ ژوئیهٔ ۱۹۷۶) بازیکن بیسبال اهل کوبا بود.